# 阿瓦士
阿瓦士（羅馬化：Ahvâz，[æhˈvɒːz] ⓘ）是位於伊朗西南部的城市，也是胡齊斯坦省的首府。當地人口約為1,300,000 ，這個城市的城區，加上鄰近的世邦市，住有為數1,136,989的居民。它是波斯人、阿拉伯人、巴克鐵力人、迪茲富勒人、舒什塔爾人等的家園。當地人使用的語言有波斯語、阿拉伯語、盧爾語（巴克鐵力方言）、德茲富勒方言、舒什塔爾方言，等等。
伊朗唯一可通航的河流-卡倫河-穿過城市的中部。阿瓦士的歷史可追溯到阿契美尼德王朝時期。在這個城市的貢迪沙布爾學院，是薩珊王朝時期三個教育中心中的一個。

## 地名來源
阿瓦士是阿拉伯語“Ahwaz”的現代波斯語形式，而阿拉伯語“Ahwaz”又源自較早的波斯語。波斯語大詞典迭克厚達詞典把“Suq-al-Ahvaz”定義為“Khuzis人的市場”。這個字首次出現在阿契美尼德王朝時期的銘文中。因此，波斯語的“Ahvaz”意為“Huz-i人民”，指的是早期Khūzestān的當地居民。
這個地區的名稱在中世紀的敘利亞語來源中顯示為Beṯ Huzáyé，字面意思是“Huzis人的土地”。
同時，“Huz”是蘇茲Suz(埃蘭古波斯語所說的蘇薩（即蘇珊娜（Susiana，Süšan）），埃蘭語稱呼此地的名稱。有關更多信息，請參考胡齊斯坦地名來源和埃蘭地名來源。

## 歷史

### 古代歷史
阿瓦士與在大流士銘文中出現的“Avaz”和“Avaja”兩個字相同。
這個地方在薩珊王朝開國時期建立，最初被命名為Ōhrmazd-Ardašēr（Hormozd ardeshir），歷史學家認為這是一個名為塔里亞納舊城的所在地，塔里亞納是波斯阿契美尼德王朝統治下的著名城市，或者根據希臘人資料，指的是Aginis這個城市，亞歷山大大帝麾下的將領尼阿庫斯和他率領的艦隊由Aqinis進入Pafitigris。這座城市是由伊朗薩珊王朝的創建者阿爾達希爾一世在公元230年所建立（參見伊朗百科全書，阿爾·馬可迪西等），或根據（中古波斯語著作Šahrestānīhā ī Ērānšahr），由阿爾達希爾一世的孫子荷姆茲一世所建立；這些城市的名稱是把阿爾達希爾一世的名字與祆教的上帝名字-阿胡拉·馬茲達，或荷姆茲一世的名字與他祖父阿爾達希爾一世的名字結合在一起。這座城市成為都城，被稱為Hūmšēr。在薩珊王朝時代，由於建有灌溉系統和數個水壩，城市因而繁榮起來。薩珊王朝時代的水壩的例子有班德·巴拉德魯 （Band-e Bala-rud）、邦德·米贊（Band-e Mizan）、班德·博爾·艾亞爾（Band-e Borj Ayar）、和班德·卡克 （Band-e Khak）。這座城市取代薩珊王朝的古都蘇薩，成為當時稱為胡齊斯坦地區的首府。
這座城市原來分為兩個部分。貴族居住一個區域，另一個區域則由商人居住。  公元640年，當阿拉伯人入侵此地時，城市的貴族居住區被拆除，但商人區Hūj-ī-stānwāčār“胡齊地區市場”仍維持不變。這座城市因此更名為蘇克·阿瓦茲（Sūqal-Ahwāz），即“胡齊地區市場”，這是波斯語名稱對這個地區的的半字面翻譯-Ahwāz是阿拉伯語Hûz的阿拉伯語破譯複數，取自古波斯語中當地人對胡齊Hūja的稱呼，（如迭克厚達詞典所述，Hūja為中世紀的khūzīg“Khuzh的,（of the Khuzh）”，也是現代的Khuzestān“Khuz省，（Khuz State）”的意思）。

### 中世紀歷史
在倭馬亞王朝和阿巴斯王朝時代，阿瓦士蓬勃發展，成為種植甘蔗的中心，也是許多著名學者的故鄉。伊本·霍卡爾、塔巴里、埃斯塔克里、穆卡達西、雅庫比、馬蘇第、和哈馬達拉·穆斯陶菲·加茲維尼等受人尊敬的中世紀歷史學家和地理學家，均在此地鑽研和討論學術問題。附近則有貢迪沙布爾學院，據說這所學院是最早建立現代教學醫院的地方。
在公元13和14世紀的蒙古入侵時期，阿瓦士遭受重創，隨後淪落成為一座村莊。水壩和灌溉渠道因未再受到維護而侵蝕，結果在19世紀初坍塌。在此期間，在阿瓦士的主要居民是原有的阿瓦士Khuzhis(波斯人)，以及少數的拜星教徒。大多數阿拉伯移民逃離這座城市，但仍有少數人留下。有些中世紀時期的製糖工坊遺址仍然存在。在蘇西（位於古城蘇薩之旁）和舒什塔爾仍有幾座水力磨坊遺址留下。

### 近代史
在歷史上的大部分時間，胡齊斯坦地區的省會一直是在北部地區，首先在蘇薩，然後在舒什塔爾。在薩珊王朝時期中有短暫的時期，省會曾遷至此地，即河邊城市Hormuz-Ardashir（現代的阿瓦士）。但是，在薩珊王朝時期的後期以及整個伊斯蘭時代，省會的所在地遷回並留在舒什塔爾，直到卡扎爾王朝晚期為止。由於國際海上貿易增長，位於胡齊斯坦海岸的阿瓦士成為更合適作為省會的地點。船隻可在卡倫河航行，一直通到阿瓦士（卡倫河經過阿瓦士後往上游方向，水流變得湍急）。卡扎爾國王納賽爾丁·沙重新建造阿瓦士，並以他的名字納塞里（Nâseri）重新命名。舒什塔爾隨後迅速衰落，而阿瓦士則繁榮發展直到今天。
在公元19世紀，阿瓦士只不過是一個主要由拜星教信徒所居住的小自治市鎮 (1835年，根據威廉·安士烏斯的資料，只有1,500至2,000居民； 1890年，根據寇松侯爵的資料，居民只有700人)。”在1880年代，卡倫河受到卡扎爾王朝疏浚，然後重新開放供商業用途。一條新建的鐵路建成，在阿瓦士跨越卡倫河。這座城市再次成為連接河流和鐵路交通的商業樞紐。蘇伊士運河通航後，貿易受到更進一步的刺激。
20世紀初期，在阿瓦士附近有石油蘊藏被發現，當地因有這一新發現的財富，再次發展壯大。此後，在巴列維王朝時期，當地名稱恢復原來阿瓦士的名字。1926年，胡齊斯坦省政府從舒什塔爾牽到到阿瓦士。跨伊朗鐵路於1929年到達阿瓦士，到第二次世界大戰，阿瓦士已是胡齊斯坦省內的重要建設區域。在那個時期，各個種族之間的職業隔離仍然很明顯，波斯人、波斯人相關的小部族、和阿拉伯人之間的融合仍然脆弱。來自伊斯法罕地區的人在零售業、咖啡館和酒店的經營、以及手工業者中佔有重要地位。
伊拉克在1980年企圖吞併胡齊斯坦省和阿瓦士，爆發長達九年的兩伊戰爭(1980-1988)。阿瓦士首當其衝，在戰爭中遭受嚴重的破壞。
兩伊戰爭時，伊拉克企圖併吞胡齊斯坦省。伊拉克曾希望加劇當地族裔之間的緊張關係，以贏得民眾對的支持。大多數說法是當地阿拉伯裔伊朗人的居民抵抗伊拉克入侵，而非把他們作為解放者。但有一些阿拉伯裔伊朗人聲稱，他們是少數群體，受到中央政府的歧視。他們鼓動維護其文化和語言差異，並爭取更多自治的權利。（參見胡齊斯坦政治情勢）。
1989年，Foolad Ahvaz鋼廠在阿瓦士城附近建立。該公司以及公司贊助的胡齊斯坦鋼鐵足球俱樂部最為人們所知，這個足球俱樂部是2005年伊朗職業足球聯賽的冠軍。
2005年，阿瓦士曾有一系列炸彈爆炸事件(參見2005-6阿瓦士炸彈爆炸事件)。許多政府消息人士將這些事件與伊拉克的事態發展聯繫在一起，指責外國政府組織以及資助阿拉伯分裂主義團體。阿拉伯人解放阿瓦士奮鬥運動這個組織聲稱幾次爆炸與他們有關，包括2005年6月12日四枚炸彈爆炸（阿瓦士閱兵攻擊事件），有8人被炸死。
槍手在2018年9月22日的阿瓦士閱兵攻擊事件中，對觀看閱兵的人群開槍，殺死至少29人。

## 氣候
阿瓦士屬亞熱帶炎熱沙漠氣候（柯本氣候分類法中的BWh類型），夏季漫長而炎熱，冬季短而溫和。阿瓦士一直是夏季地球上最熱的城市之一，夏季的溫度通常至少為攝氏45度（華氏113度），有時超過攝氏50度（華氏122度），在夏季期間常見沙塵暴以及微細沙塵暴。但在冬季，最低溫度可能降至攝氏5度（華氏41度）。阿瓦士的冬天不下雪。平均年降雨量為230公厘。2017年6月29日，當地氣溫曾達到攝氏54度（華氏129度），是世界上最高的6月氣溫。此外，露點溫度達到攝氏23度（華氏73度）的峰值，這對於通常的乾熱來說是異常潮濕。雖然阿瓦士從未下過雪，但之前氣溫曾降至攝氏-7度。
| 阿瓦士 (1951年到2010年)      | 阿瓦士 (1951年到2010年) | 阿瓦士 (1951年到2010年) | 阿瓦士 (1951年到2010年) | 阿瓦士 (1951年到2010年) | 阿瓦士 (1951年到2010年) | 阿瓦士 (1951年到2010年) | 阿瓦士 (1951年到2010年) | 阿瓦士 (1951年到2010年) | 阿瓦士 (1951年到2010年) | 阿瓦士 (1951年到2010年) | 阿瓦士 (1951年到2010年) | 阿瓦士 (1951年到2010年) | 阿瓦士 (1951年到2010年) |
| 月份                         | 1月                     | 2月                     | 3月                     | 4月                     | 5月                     | 6月                     | 7月                     | 8月                     | 9月                     | 10月                    | 11月                    | 12月                    | 全年                    |
| ---------------------------- | ----------------------- | ----------------------- | ----------------------- | ----------------------- | ----------------------- | ----------------------- | ----------------------- | ----------------------- | ----------------------- | ----------------------- | ----------------------- | ----------------------- | ----------------------- |
| 历史最高温 °C（°F）          | 28.0 (82.4)             | 31.5 (88.7)             | 37.6 (99.7)             | 43.0 (109.4)            | 48.6 (119.5)            | 51.0 (123.8)            | 54.0 (129.2)            | 51.6 (124.9)            | 48.4 (119.1)            | 45.0 (113.0)            | 36.0 (96.8)             | 29.0 (84.2)             | 54.0 (129.2)            |
| 平均高温 °C（°F）            | 17.5 (63.5)             | 20.5 (68.9)             | 25.5 (77.9)             | 32.2 (90.0)             | 39.3 (102.7)            | 44.6 (112.3)            | 46.3 (115.3)            | 45.9 (114.6)            | 42.5 (108.5)            | 36.0 (96.8)             | 26.5 (79.7)             | 19.4 (66.9)             | 33.0 (91.4)             |
| 日均气温 °C（°F）            | 12.3 (54.1)             | 14.7 (58.5)             | 19.0 (66.2)             | 24.9 (76.8)             | 31.1 (88.0)             | 35.2 (95.4)             | 37.3 (99.1)             | 36.7 (98.1)             | 33.0 (91.4)             | 27.3 (81.1)             | 19.8 (67.6)             | 14.0 (57.2)             | 25.4 (77.7)             |
| 平均低温 °C（°F）            | 7.2 (45.0)              | 8.8 (47.8)              | 12.5 (54.5)             | 17.6 (63.7)             | 23.0 (73.4)             | 25.9 (78.6)             | 28.2 (82.8)             | 27.4 (81.3)             | 23.4 (74.1)             | 18.8 (65.8)             | 13.0 (55.4)             | 8.6 (47.5)              | 17.9 (64.2)             |
| 历史最低温 °C（°F）          | −7.0 (19.4)             | −5.0 (23.0)             | −1.0 (30.2)             | 6.0 (42.8)              | 13.0 (55.4)             | 15.0 (59.0)             | 19.0 (66.2)             | 18.0 (64.4)             | 13.0 (55.4)             | 8.0 (46.4)              | 0.0 (32.0)              | −1.0 (30.2)             | −7.0 (19.4)             |
| 平均降水量 mm（）            | 48.2 (1.90)             | 26.9 (1.06)             | 26.4 (1.04)             | 16.1 (0.63)             | 4.4 (0.17)              | 0.4 (0.02)              | 0.1 (0.00)              | 0.0 (0.0)               | 0.2 (0.01)              | 6.4 (0.25)              | 31.4 (1.24)             | 48.7 (1.92)             | 209.2 (8.24)            |
| 平均降水天数（≥ 1.0 mm）     | 4.9                     | 3.6                     | 3.6                     | 2.8                     | 0.8                     | 0.1                     | 0.0                     | 0.0                     | 0.0                     | 1.0                     | 2.9                     | 4.5                     | 24.2                    |
| 平均相對濕度（％）           | 71                      | 61                      | 51                      | 41                      | 28                      | 22                      | 24                      | 28                      | 29                      | 38                      | 53                      | 69                      | 43                      |
| 月均日照時數                 | 174.7                   | 193.2                   | 214.1                   | 233.8                   | 284.4                   | 326.2                   | 336.1                   | 331.2                   | 301.8                   | 263.5                   | 209.5                   | 176.4                   | 3,044.9                 |
| 来源：伊朗國家氣象局 (記錄), |                         |                         |                         |                         |                         |                         |                         |                         |                         |                         |                         |                         |                         |

## 城市人口
根據2006年所做的人口普查，阿瓦士的城市居民約有110萬人。

### 當地語言
根據伊朗文化部在2010年所做的調查，阿瓦士最流行的語言依序是波斯語（44.8％）、阿拉伯語（35.7％）、和巴克鐵力方言（15.8％）。許多阿瓦士居民都操雙語，說波斯語，再加上另一種方言。阿瓦士當地居民說的是胡齊斯坦的波斯方言，這種方言是呼胡齊斯坦獨有的語言，源自古老的波斯語和埃蘭語。在胡齊斯坦說的阿拉伯語是一種胡齊斯坦阿拉伯語。當地有部分人使用屬於盧爾語系統的巴克鐵力方言。當地也有人使用曼達安語，這種語言由古老的曼達安語夾雜部分胡齊斯坦語而成。
| Languages of Khuzestan Province | Languages of Khuzestan Province | Languages of Khuzestan Province | Languages of Khuzestan Province | Languages of Khuzestan Province |
| ------------------------------- | ------------------------------- | ------------------------------- | ------------------------------- | ------------------------------- |
| Language                        | Language                        |                                 | Percente                        | Percente                        |
| 波斯語                          | 波斯語                          |                                 | 44.8%                           | 44.8%                           |
| 胡齊斯坦阿拉伯語                | 胡齊斯坦阿拉伯語                |                                 | 35.7%                           | 35.7%                           |
| 巴克鐵力方言                    | 巴克鐵力方言                    |                                 | 15.8%                           | 15.8%                           |
| 卡什加語                        | 卡什加語                        |                                 | 2.3%                            | 2.3%                            |
| 庫德語                          | 庫德語                          |                                 | 0.9%                            | 0.9%                            |
| 其他                            | 其他                            |                                 | 0.5%                            | 0.5%                            |

## 污染
2011年，世界衛生組織（WHO）把阿瓦士列為世界上空氣污染最嚴重的城市，主要的污染來源是由這個城市的石油工業所產生。這種污染非常危險，會導致人類罹患各種疾病，對植物也有害。

## 相片集錦

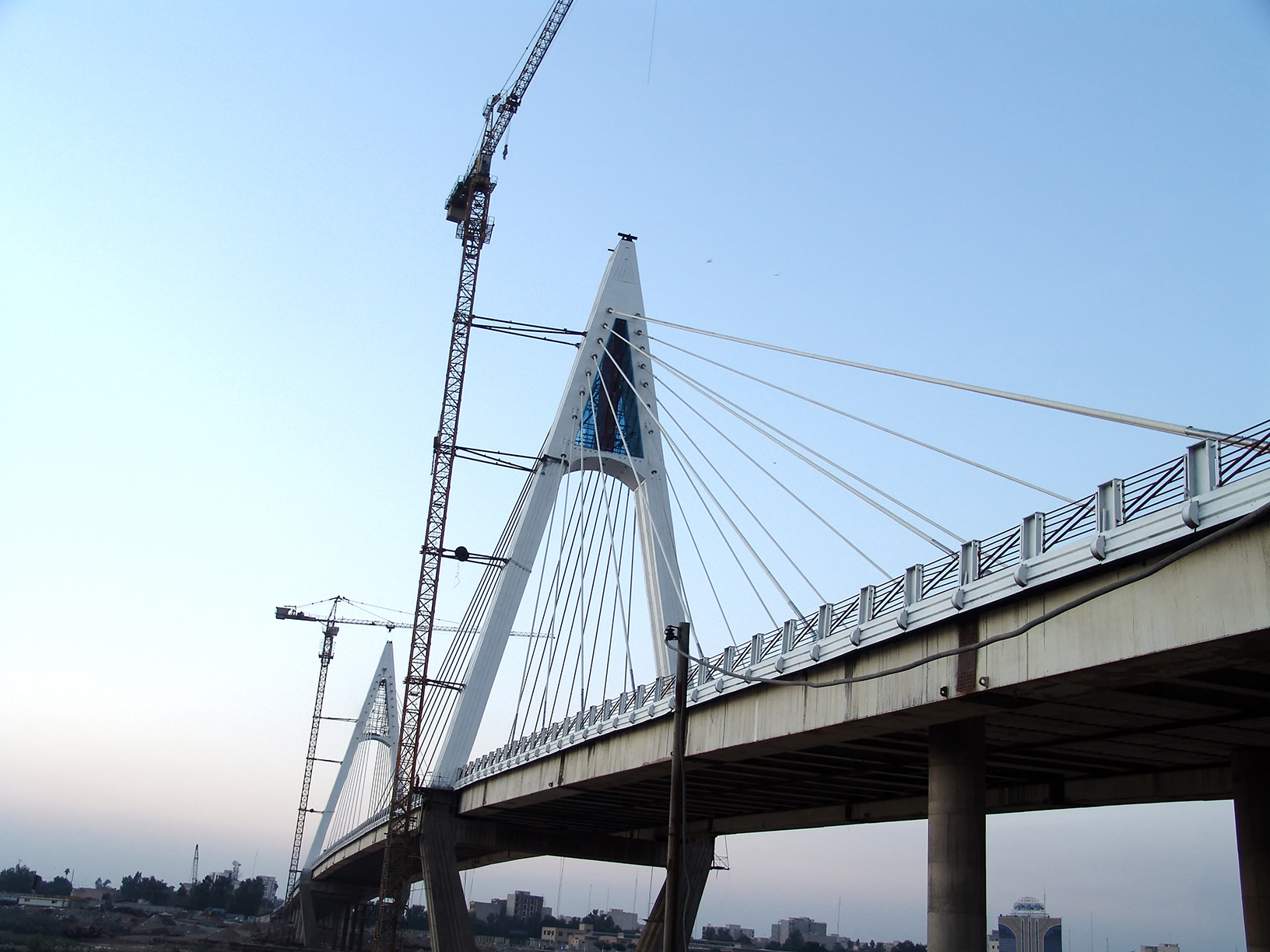
阿瓦士八號橋
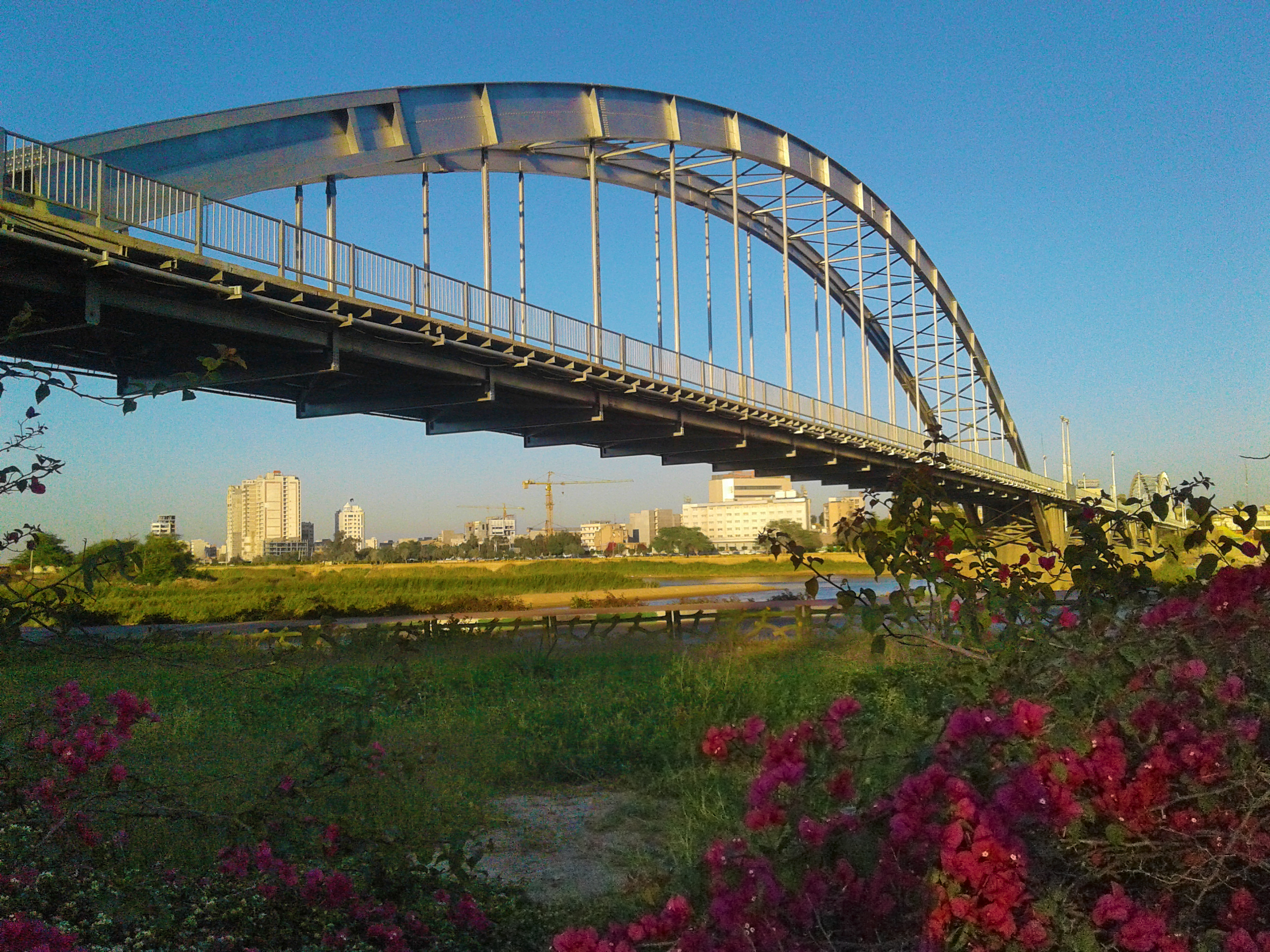
阿瓦士白橋
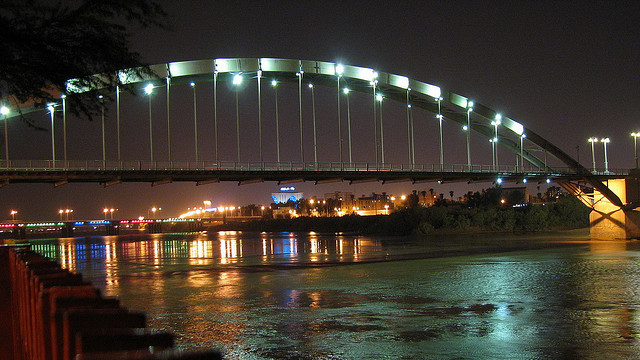
跨越卡倫河的白橋

## 外部連結
- Foolad Ahvaz Football Club （页面存档备份，存于） （波斯語）